# Союз карате Республики Сербской
Союз карате Республики Сербской (серб. Карате савез Републике Српске) — организация, занимающаяся управлением и развитием карате в Республике Сербской. Входит во Всемирную конфедерацию карате. Организовывает международные турниры и национальные чемпионаты в Республике Сербской, сотрудничает с Министерством по делам семьи, молодёжи и спорта Республики Сербской. Руководство располагается в доме 83 по улице Короля Петра I Освободителя в Приедоре.
Союз карате образован в 1992 году. Согласно Закону о спорте Республики Сербской, союз является единственной законной организацией, организующей соревнования по карате (вследствие этого соревнования, проводимые так называемой «Федерацией карате Республики Сербской», не признаются официальными). Статья 93 гласит, что на территории Республики Сербской может работать только одна государственная организация, руководящая развитием видом спорта.

## Успехи сборной Республики Сербской
Спортсмены Республики Сербской завоёвывали медали на следующих турнирах:
- Чемпионат Европы по годзю-рю среди юниоров (27 сентября 1998, Брно): 4 золотые, 2 бронзовые медали
- Чемпионат Европы (18 июня 2000, Клуж-Напока): 1 золотая, 1 серебряная, 4 бронзовые медали
- Чемпионат мира (23 июня 2001, Абердин): 2 золотых, 1 серебряная, 4 бронзовые медали
- Чемпионат мира (22 июня 2001, Санкт-Петербург): 1 золотая, 1 серебряная, 6 бронзовых медалей
- Чемпионат Европы (6 июня 2004, Венеция): 3 золотые, 3 серебряные, 5 бронзовых медалей
- Кубок мира среди детей и юниоров (22 октября 2004, Дармштадт): 7 золотых, 1 серебряная, 9 бронзовых медалей
- Чемпионат мира (9 октября 2005, Нови-Сад): 1 серебряная, 6 бронзовых медалей
- Чемпионат Европы (6 июня 2006, Братислава): 2 золотые, 2 серебряные, 2 бронзовые медали
- Чемпионат мира среди молодёжи, кубок мира среди детей (22 октября 2006, Ганновер): 12 золотых, 13 серебряных, 9 бронзовых медалей
- Чемпионат мира (24 июня 2007, Бергамо): 4 золотые, 2 серебряные, 7 бронзовых медалей
- Чемпионат Европы (6 июня 2008, Баня-Лука): 7 золотых, 4 серебряные, 5 бронзовых медалей
- Чемпионат мира (13 июня 2009, Форт-Лодердейл): 2 золотые, 6 серебряных, 8 бронзовых медалей

## Соревнования
- Чемпионат Европы по карате
- Чемпионат Республики Сербской по карате
- Кубок Республики Сербской по карате
- Чемпионат Республики Сербской по карате (категория от 8 до 21 года)
- Кубок Республики Сербской по карате (категория от 8 до 21 года)

## Зарегистрированные клубы карате
- Академац (Биелина)
- Српски соко (Биелина)[2]
- Райко Црнобрня Глиго (Нови-Град)
- Сходан (Приедор)[3]
- Младост (Костайница)
- Кнешполе (Козарска-Дубица)
- Ипон (Прнявор)
- Сочин (Баня-Вручица-Теслич)
- Тигар (Теслич)
- Шеснаеста (Баня-Лука)
- Сётокан (Баня-Лука)
- СР Карате-центр (Баня-Лука)
- Соко (Градишка)
- Клуб боевых искусств «Нитен» (Градишка)
- Слога (Добой)
- Шампион (Модрича)
- Полет (Брод)
- Пантери (Биелина)[4]
- Рудар (Углевик)
- Маевива (Лопаре)
- Дрина (Зворник)
- Српски соко (Зворник)
- Милош Делич (Братунац)
- Боксит (Миличи)
- Леотар (Требине)
- Херцеговац (Билеча)
- Славия (Восточное Сараево)
- Игман (Восточное Сараево)
- Терма (Гацко)
- Клуб карате-до «Бошман» (Приедор)
- Вележ (Невесине)
- Дрина (Вишеград)[5]
- Омладинац (Соколац)
- Бене (Калиновик)
- Романия (Пале)
- Любишня (Фоча)
- КБС (Требине)
- Сутьеска (Фоча)
- Младост (Рогатица)